# Bierné-les-Villages
Bierné-les-Villages is een fusiegemeente (commune nouvelle) in het Franse departement Mayenne in de regio Pays de la Loire. De gemeente maakt deel uit van het arrondissement Château-Gontier. Bierné-les-Villages telde op 1 januari 2022 1.280 inwoners.

## Geschiedenis
Bierné-les-Villages is op 1 januari 2019 ontstaan door de fusie van de gemeenten Argenton-Notre-Dame, Bierné, Saint-Laurent-des-Mortiers en Saint-Michel-de-Feins. Bierné werd de hoofdplaats van de gemeente.

## Geografie
De oppervlakte van Bierné-les-Villages bedroeg op 1 januari 2022 47,73 vierkante kilometer; de bevolkingsdichtheid was toen 26,8 inwoners per km².